# Gintama the Movie: A New Translation - Capitolo di Benizakura
Gintama the Movie: A New Translation - Capitolo di Benizakura (劇場版 銀魂 新訳紅桜篇?, Gekijōban Gintama - Shin'yaku Benizakura-hen, lett. "Gintama - Il film - Un nuovo racconto della saga del Beninzakura") è un film d'animazione del 2010 diretto da Shinji Takamatsu. È il primo film anime ispirato alla serie manga ed anime Gintama di Hideaki Sorachi. La pellicola copre l'arco narrativo in cui Katsura viene attaccato dal Kiheitai e l'Agenzia Tuttofare inizia a cercarlo, corrispondente agli episodi dal 58 al 61 della serie televisiva ed ai capitoli da 89 a 97 del manga (volumi 11-12).

## Trama
Una notte su un ponte, Kotaro Katsura viene attaccato da un ronin. La compagna di Katsura, Elizabeth, va dall'Agenzia Tuttofare chiedendo il loro aiuto per trovare Katsura. Mentre Shinpachi Shimura e Kagura vanno alla ricerca di Katsura, Gintoki Sakata riceve dallo spadaccino Murata Tetsuya la richiesta di recuperare la spada maledetta Benizakura che è stata rubata per commettere un omicidio seriale. Shinpachi ed Elizabeth subiscono un'imboscata da parte dell'assassino Nizo Okada, un precedente antagonista noto all'Agenzia come Nizo il Carnefice, che afferma di aver ucciso Katsura, mostrando loro i capelli che gli ha tagliato. Gintoki arriva per proteggere Shinpachi ed Elizabeth, ma viene sopraffatto da Nizo e dalla Benizakura, che si rivela non essere una normale spada maledetta. Prima che Nizo sferri un altro colpo fatale su Gintoki, Shinpachi taglia una delle braccia di Nizo, costringendolo a ritirarsi quando le persone iniziano a radunarsi per il trambusto.
Nel frattempo, Kagura, con l'aiuto del suo animale domestico Inugami Sadaharu, trova indizi su dove si trova Katsura in una nave di proprietà del gruppo terroristico Joi Kiheitai guidato dall'ex alleato di Gintoki e Katsura, Shinsuke Takasugi. Dopo che i Kiheitai hanno sottomesso Kagura, viene rivelato che Nizo è uno di loro e che Murata Tetsuya ha agito come complice nella speranza di perfezionare Benizakura, che avevano prodotto in serie come arma biologica. Mentre Gintoki si sta riprendendo dalle ferite, Murata Tetsuko rivela le intenzioni di suo fratello e gli chiede di fermarlo. Shinpachi ed Elizabeth scoprono la posizione di Kagura attraverso Sadaharu, con Shinpachi che si infiltra nella nave per salvare Kagura mentre Elizabeth guida la fazione di Katsura ad attaccare i Kiheitai. Mentre è sotto attacco, Takasugi colpisce Elizabeth solo per essere attaccato da Katsura che si era nascosto nella nave travestito da un'altra Elizabeth. Nel mezzo del caos tra le due fazioni, Katsura fa saltare in aria la fabbrica e distrugge tutte le Benizakura rimaste, tranne quella tenuta da Nizo. Katsura desidera affrontare Takasugi ancora una volta con Kagura e Shinpachi che lo aiutano, affrontando due dei membri principali di Kiheitai: Matako Kijima la pistolera e Henpeita Takechi lo stratega.
Tetsuko dà a Gintoki una nuova spada che ha creato per combattere Okada mentre si dirigono verso la nave del Kiheitai. Nonostante non si sia ancora completamente ripreso, Gintoki riesce a rimanere alla pari con le abilità potenziate di Nizo a causa del corpo di quest'ultimo che soffre di grande stress a causa di Benizakura. Anche se Benizakura esercita il corpo di Nizo per rafforzarsi, Gintoki alla fine sconfigge Nizo: Tetsuya ipotizza che lo scontro mortale abbia risvegliato ricordi di battaglia sopiti in Gintoki. Nizo alla fine viene consumato da Benizakura e impazzisce, interrompendo le rispettive battaglie di Shinpachi e Kagura. Mentre Shinpachi, Kagura e Tetsuko cercano di salvare Gintoki da Nizo, Tetsuya sacrifica la sua vita per proteggere sua sorella, rendendosi conto del suo errore. Dopo essersi ripreso brevemente, Gintoki usa la spada di Tetsuko per finire Nizo e distrugge Benizakura. Più tardi, Takasugi rivela le sue intenzioni di distruggere il Bakufu insieme al resto del mondo che ha portato via loro il maestro suo, di Katsura e di Gintoki, Shoyo Yoshida. Per guadagnare potere, Takasugi - insieme al quinto membro principale del Kiheitai Bansai Kawakami - si è alleato con i pirati spaziali amanto Harusame che Katsura e l'Agenzia avevano precedentemente incontrato, promettendo loro le teste di Gintoki e Katsura. Il gruppo di Gintoki si riunisce con quello di Katsura e fugge dalla nave prima di dichiarare Takasugi come nemico e che la prossima volta che si incontreranno non mostreranno pietà indipendentemente dal loro passato.
Oltre alla trama principale, il film presenta due cortometraggi aggiunti all'inizio e alla fine. Nel primo l'Agenzia Tuttofare si presenta comicamente al pubblico con il loro autoproclamato stile speciale di Gintama, mentre nel secondo il cast della serie discute idee per un secondo film fino a quando non vengono interrotti dalle controfigure della Warner Bros. che il trio indica come Mr. War e Mr. Ner, che cancellano i loro prossimi progetti perché affermano che il loro anime Gintama non è considerato popolare in Giappone, rispetto ad altri manga come Bleach e Naruto.

## Promozione
Nell'ottobre 2009, la Warner Bros. ha registrato il nome di dominio Internet "Gintama-movie.com", anche se non ha confermato la realizzazione di un film. Nel 2009, il numero 58 di Weekly Shōnen Jump, uscito alla fine di quel mese, è stato confermato lo sviluppo di tale film dando anche lo slogan "Gintama Wasshoi Matsuri!!" con "Wasshoi" che è un grido comunemente usato nei festival giapponesi. Uno degli spot televisivi del film anticipa che la "vera ultima scena" dell'anime è nel film. Prima della premiere del film, nel marzo 2010 si è tenuto un festival noto come "Gintama Haru Matsuri 2010" (銀魂春祭り2010, lett. "Festival di Primavera di Gintama") presso l'arena coperta Ryōgoku Kokugikan di Ryōgoku. Lì, i primi tre minuti del film dovevano essere mostrati al pubblico e lo staff responsabile parlava con loro. Un DVD di questo evento è stato pubblicato il 6 aprile 2011. Does ha fornito i temi musicali "Bakuchi Dancer" (バクチダンサー, Bakuchi Dansā) e "Boku Tachi no Kisetsu" (僕たちの季節) per il film.

## Distribuzione
Il film è uscito in Giappone il 24 aprile 2010. Prima della prima del film, un evento intitolato Gintama haru matsuri 2010 (銀魂 春祭り2010? "Gintama - Festival primaverile 2010") fu tenuto al centro sportivo Ryōgoku Kokugikan di Ryōgoku con la proiezione dei primi tre minuti del film ed una presentazione fatta al pubblico dallo staff. Il DVD di questo evento è stato pubblicato il 6 aprile 2011, quello del film il 15 dicembre 2010 in un'edizione normale e una limitata, quest'ultima in 2 DVD con un CD allegato.
In Italia è stato distribuito da Dynit su Prime Video il 17 febbraio 2023.

## Accoglienza
È uscito il 24 aprile 2010 incassando circa 1,07 miliardi di yen (10,4 milioni di dollari) nelle sale giapponesi. Il DVD giapponese ha venduto 119.291 unità nel 2011, diventando il 18º DVD più venduto di quell'anno. Ha ricevuto il Prugio Citizen's Choice Award al Bucheon International Fantastic Film Festival ed è stato eletto dal pubblico come miglior lungometraggio.
Il film è stato ben accolto dalle pubblicazioni per gli anime. Eliot Page di UK Anime Network lo ha valutato 9 su 10 commentando che potrebbe essere usato come un modo per entrare nella serie. Chris Homer di Fandom Post gli ha dato un 7 su 10, consigliandolo principalmente ai fan della serie.